# Australische Leichtathletik-Meisterschaften 2017
Die 95. Australischen Leichtathletik-Meisterschaften wurden vom 30. März bis 2. April 2017 im Olympic Park von Sydney ausgetragen. Die Wettkämpfe dienten auch als Qualifikationsmöglichkeit für die später im Jahr stattfinden Weltmeisterschaften in London.
Ausgelagert waren die 5000-Meter-Läufe, die am 11. März 2017 in Canberra durchgeführt wurden, als auch die 10.000-Meter-Läufe, die bereits am 8. Dezember 2016 im Lakeside Stadium von Melbourne stattfanden.

## Medaillengewinner

### Frauen
| Disziplin          | Gold                                                                 | Leistung     | Silber                                                       | Leistung     | Bronze                                                  | Leistung     |
| ------------------ | -------------------------------------------------------------------- | ------------ | ------------------------------------------------------------ | ------------ | ------------------------------------------------------- | ------------ |
| 100 m              | Toea Wisil                                                           | 11,42 s      | Melissa Breen                                                | 11,64 s      | Margaret Gayen                                          | 11,78 s      |
| 200 m              | Toea Wisil                                                           | 23,76 s      | Ella Nelson                                                  | 23,91 s      | Larissa Pasternatsky                                    | 24,28 s      |
| 400 m              | Morgan Mitchell                                                      | 52,08 s      | Olivia Tauro                                                 | 53,10 s      | Lauren Wells                                            | 53,84 s      |
| 800 m              | Lora Storey                                                          | 2:05,56 min  | Anneliese Rubie                                              | 2:05,93 min  | Georgia Griffith                                        | 2:06,00 min  |
| 1500 m             | Heidi See                                                            | 4:23,99 min  | Zoe Buckman                                                  | 4:24,33 min  | Linden Hall                                             | 4:24,53 min  |
| 5000 m             | Heidi See                                                            | 15:51,97 min | Jessica Trengove                                             | 16:02,66 min | Paige Campbell                                          | 16:09,26 min |
| 10.000 m           | Camille Buscomb                                                      | 32:34,41 min | Bridey Delaney                                               | 33:04,72 min | Makda Harun                                             | 33:05,73 min |
| 100 m Hürden       | Sally Pearson                                                        | 12,53 s      | Brianna Beahan                                               | 12,96 s      | Michelle Jenneke                                        | 13,12 s      |
| 400 m Hürden       | Lauren Wells                                                         | 56,60 s      | Genevieve Cowie                                              | 58,41 s      | Sara Klein                                              | 58,68 s      |
| 3000 m Hindernis   | Victoria Mitchell                                                    | 9:44,09 min  | Stella Radford                                               | 9:56,47 min  | Charlotte Wilson                                        | 10:03,85 min |
| 4 × 100 m Staffel  | Larissa Pasternatsky Tavleen Singh Gabriella O’Grady Jasmine Everett | 46,07 s      | Summer Johnson Jacinta Beecher Lauren O’Sullivan Toea Wisil  | 46,32 s      | Emily Dixon Julia Phillips Sophie White Eliza Wilson    | 46,43 s      |
| 4 × 400 m Staffel  | Carley Thomas Olivia Tauro Bethany Halmy Bendere Oboya               | 3:39,79 min  | Emily Lawson Jemima Russell Ashleigh Horrobin Sarah Billings | 3:42,26 min  | Adele Smith Kobi Nichols Kiara Reddingius Lyndsay Pekin | 3:42,52 min  |
| 10.000 m Bahngehen | Katie Hayward                                                        | 45:51,09 min | Rachel Tallent                                               | 46:24,07 min | Jessica Pickles                                         | 46:31,34 min |
| Hochsprung         | Eleanor Patterson                                                    | 1,83 m       | Zoe Timmers                                                  | 1,83 m       | Clare Gibson                                            | 1,83 m       |
| Stabhochsprung     | Eliza McCartney                                                      | 4,50 m       | Liz Parnov                                                   | 4,30 m       | Olivia McTaggart                                        | 4,30 m       |
| Weitsprung         | Naa Anang                                                            | 6,50 m       | Margaret Gayen                                               | 6,27 m       | Kelsey Berryman                                         | 6,24 m       |
| Dreisprung         | Meggan O’Riley                                                       | 13,30 m      | Tay-Leiha Clark                                              | 13,26 m      | Kaede Miyasaka                                          | 13,20 m      |
| Kugelstoßen        | Alifatou Djibril                                                     | 14,56 m      | Siiva Tafiti                                                 | 14,23 m      | Brianna Bortolanza                                      | 14,21 m      |
| Diskuswurf         | Dani Stevens                                                         | 65,07 m      | Taryn Gollshewsky                                            | 57,05 m      | Kimberley Mulhall                                       | 54,17 m      |
| Hammerwurf         | Lara Nielsen                                                         | 66,31 m      | Alexandra Hulley                                             | 64,25 m      | Akane Watanbe                                           | 60,97 m      |
| Speerwurf          | Kelsey-Lee Roberts                                                   | 61,40 m      | Tori Peeters                                                 | 56,74 m      | Risa Miyashita                                          | 54,07 m      |
| Siebenkampf        | Alysha Burnett                                                       | 5817 Punkte  | Portia Bing                                                  | 5752 Punkte  | Kiara Reddingius                                        | 5382 Punkte  |

### Männer
| Disziplin          | Gold                                                               | Leistung     | Silber                                                       | Leistung     | Bronze                                                         | Leistung     |
| ------------------ | ------------------------------------------------------------------ | ------------ | ------------------------------------------------------------ | ------------ | -------------------------------------------------------------- | ------------ |
| 100 m              | Joseph Millar                                                      | 10,25 s      | Trae Williams                                                | 10,29 s      | Aaron Bresland                                                 | 10,46 s      |
| 200 m              | Joseph Millar                                                      | 21,09 s      | Alex Hartmann                                                | 21,19 s      | Craig Burns                                                    | 21,61 s      |
| 400 m              | Steven Solomon                                                     | 46,66 s      | Jackson Collett                                              | 46,77 s      | Alexander Beck                                                 | 46,83 s      |
| 800 m              | Luke Mathews                                                       | 1:46,71 s    | Josh Ralph                                                   | 1:46,76 s    | Alexander Rowe                                                 | 1:47,29 s    |
| 1500 m             | Ryan Gregson                                                       | 3:52,86 min  | Matthew Ramsden                                              | 3:53,12 min  | Will Austin-Cray                                               | 3:53,68 min  |
| 5000 m             | David McNeill                                                      | 13:47,18 min | Jordan Gusman                                                | 13:48,56 min | Stewart McSweyn                                                | 13:49,04 min |
| 10.000 m           | Patrick Tiernan                                                    | 27:59,74 min | Stewart McSweyn                                              | 28:29,65 min | Chris Hamer                                                    | 29:02,00 min |
| 110 m Hürden       | Nicholas Hough                                                     | 13,53 s      | Justin Merlino                                               | 13,66 s      | Wataru Yazawa                                                  | 13,76 s      |
| 400 m Hürden       | Ian Dewhurst                                                       | 49,77 s      | Keisuke Nozawa                                               | 50,25 s      | Leigh Bennett                                                  | 51,21 s      |
| 3000 m Hindernis   | Hashim Salah                                                       | 8:51,79 min  | James Nipperess                                              | 8:52,89 min  | Nathan Percy                                                   | 8:56,42 min  |
| 4 × 100 m Staffel  | Michael James Michael Hansford Nathan Riali Christopher Mitrevski  | 40,56 s      | Jordan Shelley Nicholas Andrews Zach Holdsworth Will Roberts | 40,82 s      | Terrell McKenzie Aaron Bresland Jeremy Andrews Calvin Borowski | 40,95 s      |
| 4 × 400 m Staffel  | Murray Goodwin Daniel Mowen Taylor Burns Tjimarri Sanderson-Milera | 3:12,16 min  | Tyler Gunn Josh Ralph Zach Holdsworth Jackson Collett        | 3:12,81 min  | Conrad Coumaros Harrison Roubin Matthew Napier Liam Procaccino | 3:15,98 min  |
| 10.000 m Bahngehen | Dane Bird-Smith                                                    | 38:34,23 min | Rhydian Cowley                                               | 41:35,60 min | Tyler Jones                                                    | 42:01,39 min |
| Hochsprung         | Lee Hup Wei                                                        | 2,24 m       | Nauraj Singh Randhawa                                        | 2,21 m       | Joel Baden                                                     | 2,18 m       |
| Stabhochsprung     | Kurtis Marschall                                                   | 5,45 m       | Nick Southgate                                               | 5,30 m       | Angus Armstrong                                                | 5,30 m       |
| Weitsprung         | Christopher Mitrevski                                              | 7,90 m       | Liam Adcock                                                  | 7,84 m       | Shemaiah James                                                 | 7,83 m       |
| Dreisprung         | Ryoma Yamamoto                                                     | 16,61 m      | Alwyn Jones                                                  | 16,13 m      | Benjamin Cox                                                   | 15,95 m      |
| Kugelstoßen        | Damien Birkinhead                                                  | 19,80 m      | Aiden Harvey                                                 | 17,16 m      | Matthew Cowie                                                  | 17,11 m      |
| Diskuswurf         | Julian Wruck                                                       | 61,56 m      | Matthew Denny                                                | 61,28 m      | Yūji Tsutsumi                                                  | 56,45 m      |
| Hammerwurf         | Matthew Denny                                                      | 73,37 m      | Jack Dalton                                                  | 68,14 m      | Huw Peacock                                                    | 64,94 m      |
| Speerwurf          | Hamish Peacock                                                     | 84,36 m      | Luke Cann                                                    | 79,58 m      | Sumedha Ranasinghe                                             | 77,92 m      |
| Zehnkampf          | Cedric Dubler                                                      | 7779 Punkte  | John Lane                                                    | 7362 Punkte  | Aaron Booth                                                    | 7246 Punkte  |